# Ducati 900 SS
La 900 SS è un modello di motocicletta prodotto dalla casa bolognese Ducati dal 1975 al 1982.

## Contesto
Nata per affiancare (e poi sostituire) la 750 SS, ne riprende in blocco le sovrastrutture, mentre la colorazione del cupolino, blu e argento, è "invertita" rispetto all'antenata. Il motore (il cosiddetto "carter quadri") invece è ripreso dalla 860 GT, con però la testata desmodromica e senza avviamento elettrico (che sulla 860 GT aveva dato numerosi problemi e rendeva l'estetica del motore sgradevole), rimpiazzato da un più sportivo kickstarter. Aumentò anche il rapporto di compressione, passato a 9,5:1.
Il 1977 vide l'entrata in produzione della seconda serie della 900 SS, simile alla precedente, con l'eccezione del serbatoio del carburante. L'anno seguente fu il turno della terza serie, disponibile, oltre che nella tradizionale versione monoposto, anche biposto; alla tradizionale colorazione blu-argento si affiancò un inedito nero-oro. Per la prima volta furono introdotti i cerchi in lega. Nel 1980 fu presentata la quarta serie della 900 SS, con nuove colorazioni e nuovi cerchi in lega.
La Ducati, inoltre, mise a disposizione degli appassionati diverse parti speciali per potenziare la moto: una coppia di scarichi liberi, alberi a camme più spinti, getti e spilli per i carburatori, un radiatore dell'olio e una carena integrale.
La carriera della 900 SS terminò nel 1982, anno in cui fu rimpiazzata dalla 900 S2, dopo 6103 esemplari costruiti.

## Il Tourist Trophy 1978

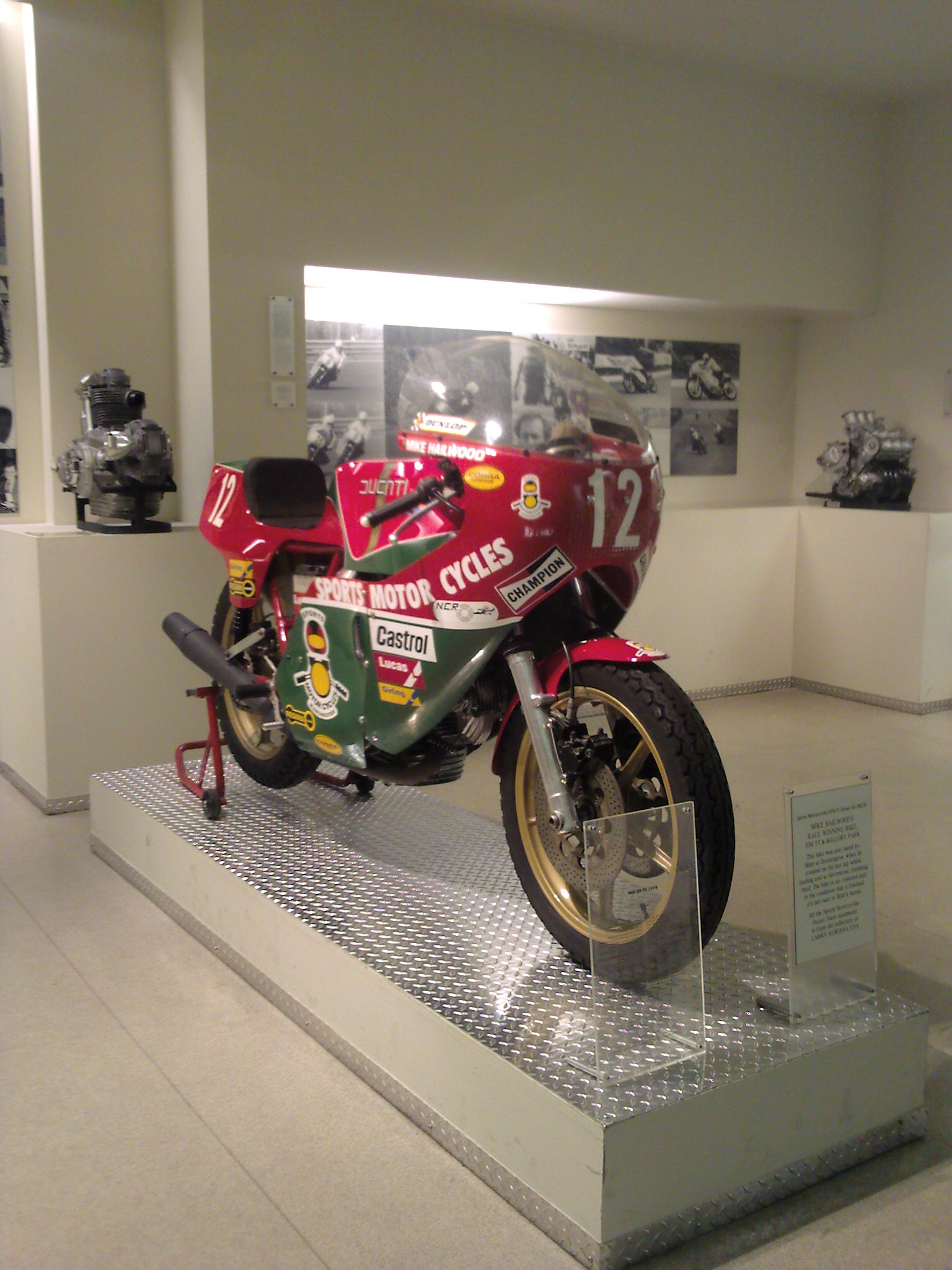
La Ducati 900 TT1 del 1978, esposta al Museo Ducati nella fabbrica di Borgo Panigale a Bologna.

In sella a una 900 SS elaborata dalla NCR, con la cilindrata aumentata a 883 cm³ e il cambio rivisto dalla Hewland, e messa in pista dal concessionario Ducati di Manchester (la "Sports Motorcycles" di Steve Wynne e Pat Slinn) Mike Hailwood ottenne la vittoria al Tourist Trophy del 1978 (categoria TT-F1), battendo a sorpresa le potenti special di produzione giapponese grazie alla maggiore maneggevolezza della moto italiana. Curiosamente il motore (una delle due unità propulsive di riserva portate appositamente all'ultimo momento dall'Italia dai tecnici Franco Farné e Giuliano Pedretti) si ruppe sulla linea del traguardo a causa della disintegrazione della coppia conica inferiore del cilindro posteriore, avvenuto quando il pilota rilasciò la manopola dell'acceleratore sotto la bandiera a scacchi, e non poté essere sottoposto al controllo post-gara della rumorosità dello scarico, una verifica che i titolari del team non erano sicuri di poter superare. Da questa vittoria nacque un modello commemorativo, la Ducati MHR (acronimo di Mike Hailwood Replica).